# Callum Hudson-Odoi
Callum Hudson-Odoi (Londres, 7 de novembro de 2000) é um futebolista inglês que atua como ponta. Atualmente, joga pelo Nottingham Forest.

## Carreira

### Chelsea
Hudson-Odoi se juntou ao Chelsea em 2007 e fez sua estreia sub-18 em agosto de 2016. Ele passou a rede oito vezes em vinte e cinco aparições em sua campanha de estreia, ajudando os sub-18 para o seu oitavo triunfo da FA Youth Cup. Depois disso, Hudson-Odoi foi promovido para o time sub-23 com 16 anos e passou a marcar quatro gols em três jogos durante a campanha do EFL Trophy, incluindo um dois gols no empate por 2 a 2 na League One contra o Plymouth Argyle.
Em 20 de dezembro de 2017, Hudson-Odoi apareceu pela primeira vez na equipe principal do Chelsea na primeira rodada da Premier League contra o Bournemouth, permanecendo como um substituto não utilizado na vitória por 2–1. Em 28 de janeiro de 2018, Hudson-Odoi estreou pelo clube na partida da FA Cup contra o Newcastle. Ele saiu do banco aos 81 minutos, substituindo Pedro em uma vitória por 3–0 em casa. Sua estreia na Premier League veio como substituto em 31 de janeiro do mesmo ano, em uma derrota em casa por 3–0 contra o Bournemouth.

#### Profissional
Após uma impressionante pré-temporada em 2018–19, sob o recém-nomeado Maurizio Sarri, o italiano anunciou que Hudson-Odoi ficaria com a equipe principal do Chelsea para a próxima temporada, ele recebeu a camisa número 20. Em 5 de agosto de 2018, Hudson-Odoi fez sua primeira partida pelo clube durante a derrota na FA Community Shield contra o Manchester City, marcando 59 minutos na derrota por 2–0.
Fez seu primeiro gol como profissional na vitória sobre o Sheffield Wednesday por 3–0 na Terceira Fase da Copa da Inglaterra. Foi um dos grandes destaques da campanha invicta do Chelsea na UEFA Europa League 2018-19, marcando 4 gols. Seu bom desempenho ganhou a simpatia dos adeptos do Chelsea. 
Ganhou sua primeira chance como titular na Premier League, depois de grande apelo por parte dos adpetos do Chelsea, na partida contra o Brighton em Stamford Bridge, na qual os Blues venceram por 3x0. No final da temporada 2018-19, Odoi sofreu uma lesão preocupante, o que o fez perder os jogos da reta final da temporada.
Voltou a atuar depois da lesão, em partida contra o Grimsby Town, já pela temporada 2019-20 na Copa da Liga Inglesa e marcou o gol que fechou a goleada em 7–1. Teve grande atuação contra o Nottingham Forest pela FA Cup, marcando um gol e dando assistência para Ross Barkley fazer o segundo da vitória por 2-0. Marcou seu primeiro gol em uma partida da Liga dos Campeões da UEFA na derrota para o Bayern de Munique por 4-1 na Allianz Arena pelas oitavas de final. 
Já pela temporada 2020-21, Odoi voltou a marcar em um jogo de Liga dos Campeões, abrindo a vitória por 4 a 0 sobre o Krasnodar fora de casa pela fase de grupos.
Encerrou sua passagem pelos inglêses, onde fez 126 partidas pelos Blues, registrando 16 gols e 22 assistências nesse período.

### Bayer Leverkusen
Em 30 de agosto de 2022, Hudson-Odoi foi emprestado para o Bayer Leverkusen.
Odoi esperava dar uma reviravolta em sua carreira, fazendo algumas exibições elétricas na Bundesliga. Mas Hudson-Odoi marcou apenas um gol e uma assistência em 21 partidas pelo Leverkusen antes de retornar a Londres.

## Seleção Inglesa
Pela Seleção Inglesa, conquistou a Copa do Mundo FIFA Sub-17 de 2017, sendo autor de 3 gols e ficando ao lado de Rhian Brewster como um dos artilheiros da Seleção.

## Estatísticas
Atualizado até 2 de dezembro de 2020.

### Clubes

#### Categorias de base
| Temporada                    | Clube                        | Campeonato                   | Jogos | Gols | Assist. |
| ---------------------------- | ---------------------------- | ---------------------------- | ----- | ---- | ------- |
| 2016–17                      | Chelsea                      | Premier League Sub-18        | 18    | 5    | 6       |
| 2016–17                      | Chelsea                      | FA Youth Cup                 | 6     | 3    | 2       |
| 2017–18                      | Chelsea                      | Premier League Sub-18        | 1     | 0    | 0       |
| 2017–18                      | Chelsea                      | Premier League 2             | 10    | 6    | 1       |
| 2017–18                      | Chelsea                      | EFL Trophy                   | 6     | 4    | 3       |
| 2017–18                      | Chelsea                      | Liga Jovem da UEFA           | 6     | 1    | 1       |
| 2017–18                      | Chelsea                      | FA Youth Cup                 | 6     | 8    | 1       |
| 2018–19                      | Chelsea                      | Premier League 2             | 5     | 1    | 2       |
| 2019–20                      | Chelsea                      | Premier League 2             | 2     | 1    | 1       |
| Total nas categorias de base | Total nas categorias de base | Total nas categorias de base | 60    | 29   | 17      |

#### Profissional
| Equipe            | Temporada         | Campeonato nacional | Campeonato nacional | Campeonato nacional | Copas nacionais | Copas nacionais | Copas nacionais | Competições continentais | Competições continentais | Competições continentais | Total | Total | Total   |
| Equipe            | Temporada         | Jogos               | Gols                | Assist.             | Jogos           | Gols            | Assist.         | Jogos                    | Gols                     | Assist.                  | Jogos | Gols  | Assist. |
| ----------------- | ----------------- | ------------------- | ------------------- | ------------------- | --------------- | --------------- | --------------- | ------------------------ | ------------------------ | ------------------------ | ----- | ----- | ------- |
| Chelsea           | 2017–18           | 2                   | 0                   | 0                   | 2               | 0               | 0               | 0                        | 0                        | 0                        | 4     | 0     | 0       |
| Chelsea           | 2018–19           | 9                   | 0                   | 1                   | 6               | 1               | 2               | 9                        | 4                        | 2                        | 24    | 5     | 5       |
| Chelsea           | 2019–20           | 23                  | 2                   | 3                   | 5               | 1               | 1               | 5                        | 0                        | 1                        | 33    | 3     | 5       |
| Chelsea           | 2020–21           | 5                   | 1                   | 0                   | 2               | 0               | 0               | 5                        | 2                        | 0                        | 12    | 3     | 0       |
| Chelsea           | Total             | 39                  | 3                   | 4                   | 15              | 2               | 3               | 19                       | 6                        | 3                        | 73    | 11    | 10      |
| Total na carreira | Total na carreira | 39                  | 3                   | 4                   | 15              | 2               | 3               | 19                       | 6                        | 3                        | 73    | 11    | 10      |

## Títulos
Chelsea
- Liga Europa da UEFA: 2018–19
- Liga dos Campeões da UEFA: 2020–21
- Supercopa da UEFA: 2021
- Copa do Mundo de Clubes da FIFA: 2021

Chelsea Juniores
- FA Youth Cup: 2016–17, 2017–18
- Premier League Sub-18: 2016–17, 2017–18

Inglaterra
- Copa do Mundo FIFA Sub-17: 2017

### Prêmios individuais
- Equipe do torneio do Campeonato Europeu Sub-17 de 2017[7]